# Blockmatris
Inom matematiken är en blockmatris en uppdelning av en matris i mindre matriser. Den ursprungliga matrisen kan då skrivas som en samling mindre matriser. Uppdelningen av en matris i block måste vara konsistent, man kan se det som att man inför vertikala och horisontella linjer som går genom hela matrisen.

## Exempel
Matrisen:
{\displaystyle A={\begin{pmatrix}1&1&2&2\\1&1&2&2\\4&4&5&5\\4&4&5&5\end{pmatrix}}}
Kan delas upp i fyra 2x2-matriser:
{\displaystyle P_{11}={\begin{pmatrix}1&1\\1&1\end{pmatrix}},P_{12}={\begin{pmatrix}2&2\\2&2\end{pmatrix}},P_{21}={\begin{pmatrix}4&4\\4&4\end{pmatrix}},P_{22}={\begin{pmatrix}5&5\\5&5\end{pmatrix}}}
Så att {\displaystyle A} då kan skrivas:
{\displaystyle A={\begin{pmatrix}P_{11}&P_{12}\\P_{21}&P_{22}\end{pmatrix}}}

## Blockdiagonala matriser
En blockdiagonal matris är en kvadratisk matris som har kvadratiska matriser i diagonalen, men alla andra element är noll. Om {\displaystyle A} är blockdiagonal kan den skrivas på formen:
{\displaystyle A={\begin{pmatrix}A_{1}&0&\cdots &0\\0&A_{2}&\cdots &0\\\vdots &\vdots &\ddots &\vdots \\0&0&0&A_{n}\end{pmatrix}}}
Där {\displaystyle A_{k}} är en kvadratisk matris. Matrisen {\displaystyle A} kan då skrivas som en direkt summa, {\displaystyle A=A_{1}\oplus A_{2}\oplus ...\oplus A_{n}}. Det finns även samband för determinanten och spåret:
{\displaystyle \det {A}=\det {A_{1}}\det {A_{2}}...\det {A_{n}}\,}
{\displaystyle \operatorname {tr} {A}=\operatorname {tr} {A_{1}}+\operatorname {tr} {A_{2}}+...+\operatorname {tr} {A_{n}}}

## Blockmatrismultiplikation
Given två blockmatriser matriserna {\displaystyle A} och {\displaystyle B} där {\displaystyle A} har format {\displaystyle m\times p} och {\displaystyle B} har format {\displaystyle p\times n}, med blockindelning:
{\displaystyle A={\begin{pmatrix}A_{11}&A_{12}&\cdots &A_{1s}\\A_{21}&A_{22}&\cdots &A_{2s}\\\vdots &\vdots &\ddots &\vdots \\A_{q1}&A_{q2}&\cdots &A_{qs}\end{pmatrix}}}
{\displaystyle B={\begin{pmatrix}B_{11}&B_{12}&\cdots &B_{1r}\\B_{21}&B_{22}&\cdots &B_{2r}\\\vdots &\vdots &\ddots &\vdots \\B_{s1}&B_{s2}&\cdots &B_{sr}\end{pmatrix}}}
Dvs, {\displaystyle A} har {\displaystyle s} kolonnupdelningar och {\displaystyle q} raduppdelningar. {\displaystyle B} har {\displaystyle r} kolonnupdelningar och {\displaystyle s} raduppdelningar.
Man kan då räkna ut matrisprodukten {\displaystyle C=AB} med format {\displaystyle m\times n}, med {\displaystyle q} raduppdelningar och {\displaystyle r} kolonnupdelningar med:
{\displaystyle C_{xy}=\sum _{k=1}^{s}A_{xk}B_{ky}}